# Ozero Dolzjina
Ozero Dolzjina (ryska: Озеро Должина) är en sjö i Belarus.   Den ligger i voblasten Vitsebsks voblast, i den norra delen av landet, 150 km nordost om huvudstaden Minsk. Ozero Dolzjina ligger 136 meter över havet. Arean är 0,43 kvadratkilometer. Den sträcker sig 1,7 kilometer i nord-sydlig riktning, och 0,6 kilometer i öst-västlig riktning.
Omgivningarna runt Ozero Dolzjina är en mosaik av jordbruksmark och naturlig växtlighet. Runt Ozero Dolzjina är det glesbefolkat, med 13 invånare per kvadratkilometer.